# 朱权墓
朱权墓位于中国江西省南昌市新建区石埠乡璜源村西约500米的缑岭东麓，是明朝宁献王朱权的墓葬，1957年被列为江西省文物保护单位，2013年被列为第七批全国重点文物保护单位。
寧獻王朱權墓在江西省新建縣石埠鄉璜源村緱嶺東麓。1958年10月29日至11月20日，江西省文管會對寧獻王朱權墓進行了考古發掘。封土堆长约50米，宽约15米。封土之前有一道用青砖砌的拦土墙，封土堆的顶部又有一道用石块砌的拦土墙。在砖砌的拦土墙前为一平地，地面有柱础六列，是原长生殿遗址。长生殿前为南极殿遗址，在南极殿座基前十余米处有碑座一座。碑座前数十米有废屋基，再前数十米有单孔小桥，桥前左右各有八枝形的石华表一个，高6.9米，每面宽0.26米，顶上各有石狮一只，华表各面均刻符箓。石华表前数十米的水田中，左右各有石碑座一。墓室在封土堆下面，墓顶离表面约5米。墓室用素面青砖砌成，只有少数地方使用石料。墓座西朝东，平面呈十字形，有前室、次前室、中室、左右耳室、后室，全长31.7米，自左耳室后墙至右耳室后墙通宽21.45米。后室为主室，深10.18米，宽4.58米，高4.3米。后室中有棺台高0.45米，长3.3米，宽2.4米。出土金银器、玉器、锡器、铜器、铁器、瓷器若干及宁献王圹志志、盖各一。